# アメリカ創価大学
座標: 北緯33度33分17秒 西経117度44分07秒 / 北緯33.554722度 西経117.735361度
アメリカ創価大学（アメリカそうかだいがく、英語：Soka University of America）は、アメリカ合衆国・カリフォルニア州オレンジ郡アリソ・ヴィエホ市に本部を置くアメリカの私立大学である。2001年に設置された。大学の略称は「SUA（エスユーエー）」。1学年の生徒が約100人程度の四年制リベラル・アーツの学部課程と教育修士課程の大学院がある。平和、人権、生命尊厳という人類の根本原理を教育理念として創立された。モットーは、「文化主義」の地域の指導者育成、「人間主義」の社会の指導者育成、「平和主義」の世界の指導者育成、自然と人間の共存の指導者育成の4つである。SUAには12億円の寄付金があり、短期大学含め全米すべての大学の中で学生1人あたりの寄付金が二番目に高い。合格率は39.0%。

## 沿革

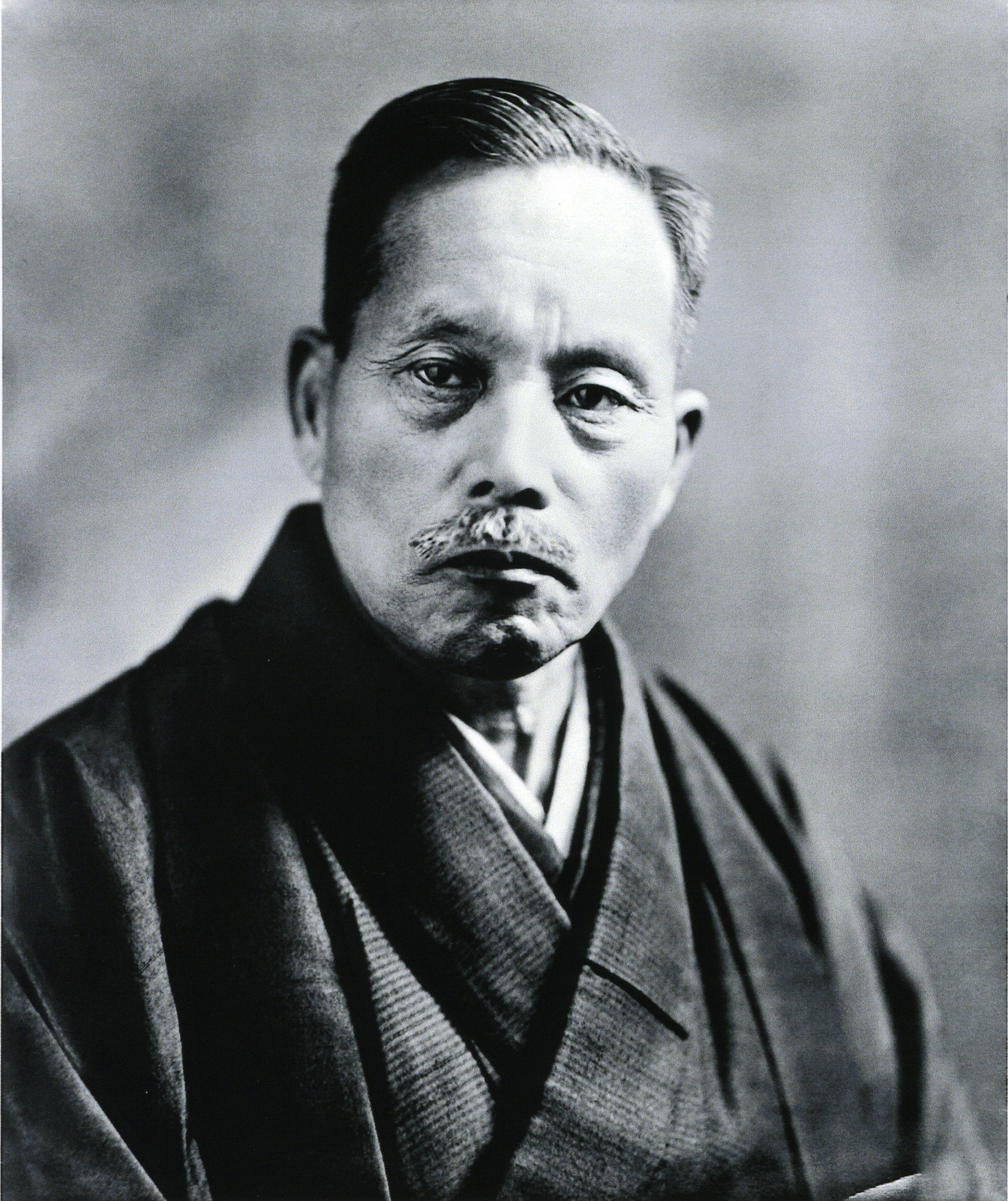
初代創価学会会長・牧口常三郎（1930年頃）

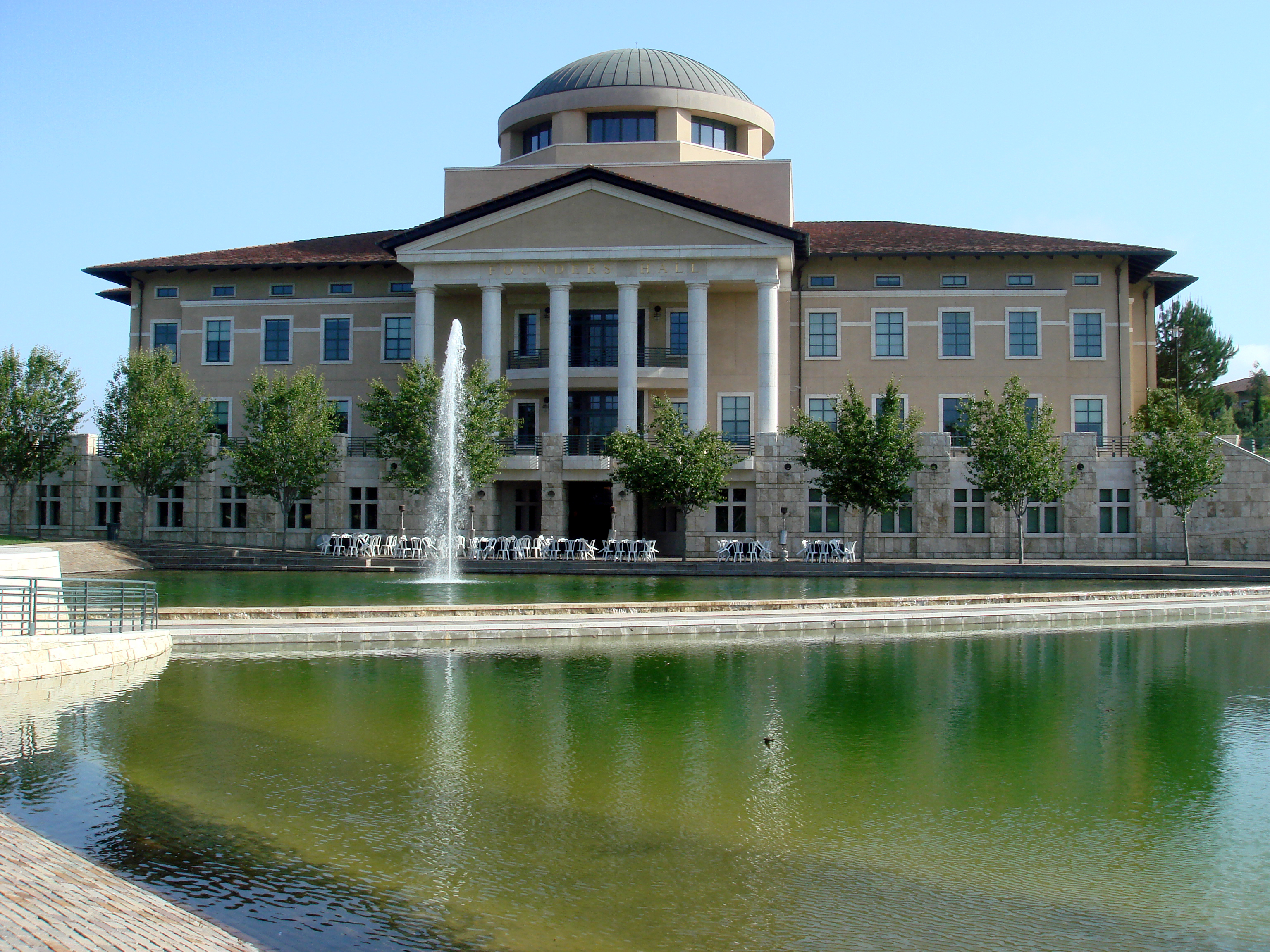
ファウンダーズ・ホール、アリソ・ビエホキャンパス
（Founders Hall, Aliso Viejo campus.）

牧口常三郎創価学会（旧：創価教育学会）初代会長の構想を継承し、SUAは当初、池田大作創価学会インタナショナル(SGI)会長により、1987年に、「創価大学ロサンゼルス分校」として、カリフォルニア州のカラバサスに設立された。最初は2.38 km2という敷地の小さな大学院であった。この場所は、元はチュマシュ族（Chumash people）というアメリカ原住民のコミュニティーの中にあった。ところが、SUAが大学を設立するために敷地を拡張しようとしたところ、チュマシュ族伝統の土地を保護する環境団体によって反対を受ける。
これによって、SUAは大学の位置を移転することとなった。1995年、同大学はカリフォルニア州オレンジ郡アリソ・ヴィエホ市に土地を購入。新しいキャンパスには18の建物が建てられ、2001年5月3日に開学。同年8月24日には、最初の学生120人が学部生として入学した。2005年にはカラバサスにあった大学院もSUAに合併された。
2005年から2007年の間にかけて、最初の3学年が卒業した。卒業率は90%と非常に高く、更に三分の一以上の学生が大学院へ進学した。
また、2008年度のPeterson's Guide to Four Year Collegesによると、38%のSUA卒業生が大学院へ進学した。
卒業生は、ケンブリッジ大学、カーネギーメロン大学、コロンビア大学ティーチャーズ・カレッジ、デューク大学、ハーバード大学、ハワイ大学マノア校ロースクール、インディアナ大学、ロンドン・スクール・オブ・エコノミクス、ニューヨーク大学、ジョージ・ワシントン大学、オックスフォード大学、スタンフォード大学、セント・ジョンズ大学、カリフォルニア大学ロサンゼルス校、カリフォルニア大学サンディエゴ校、カリフォルニア大学アーバイン校、リヴァプール大学、メリーランド大学バルティモア校ロースクール、ピッツバーグ大学、南カリフォルニア大学、ウィスコンシン大学マディソン校、ヴァンダービルト大学、イェール大学、ペンシルバニア大学など、数多くの名門校に進学している。

## 特色
学生数対教授数の比が8:1で、一クラスに学生が平均12人という少人数のディスカッション形式中心で授業が進められる。
学生の半数はアメリカ出身、残りの半数は、日本、インド、タイ、中国、韓国、ドイツ、イタリア、イギリス（スコットランド含む）、ニュージーランド、トルコ、メキシコ、チリ、ペルーなど、6つの大陸、30を越える国からやって来る。
SUA最大の特徴としては、その奨学金制度が挙げられる。SUAでは優秀な学生にはメリット・ベース、学費の援助が必要な学生にはニード・ベースの2種類の奨学金が与えられる。2010年には、国内外の学生の90%に対して、合計すると800万ドル（ニード・ベースでは500万ドル以上、メリット・ベースでは300万ドル以上）の奨学金が支給された。
更に、創価オポチュニティ・スカラシップ（Soka Opportunity Scholarship、SOS）という新しい制度が導入され、これによって家庭の収入が6万ドル以下の場合、学費が免除となった（ただしこれに寮費と食費は含まれない）。

## 学部・研究科

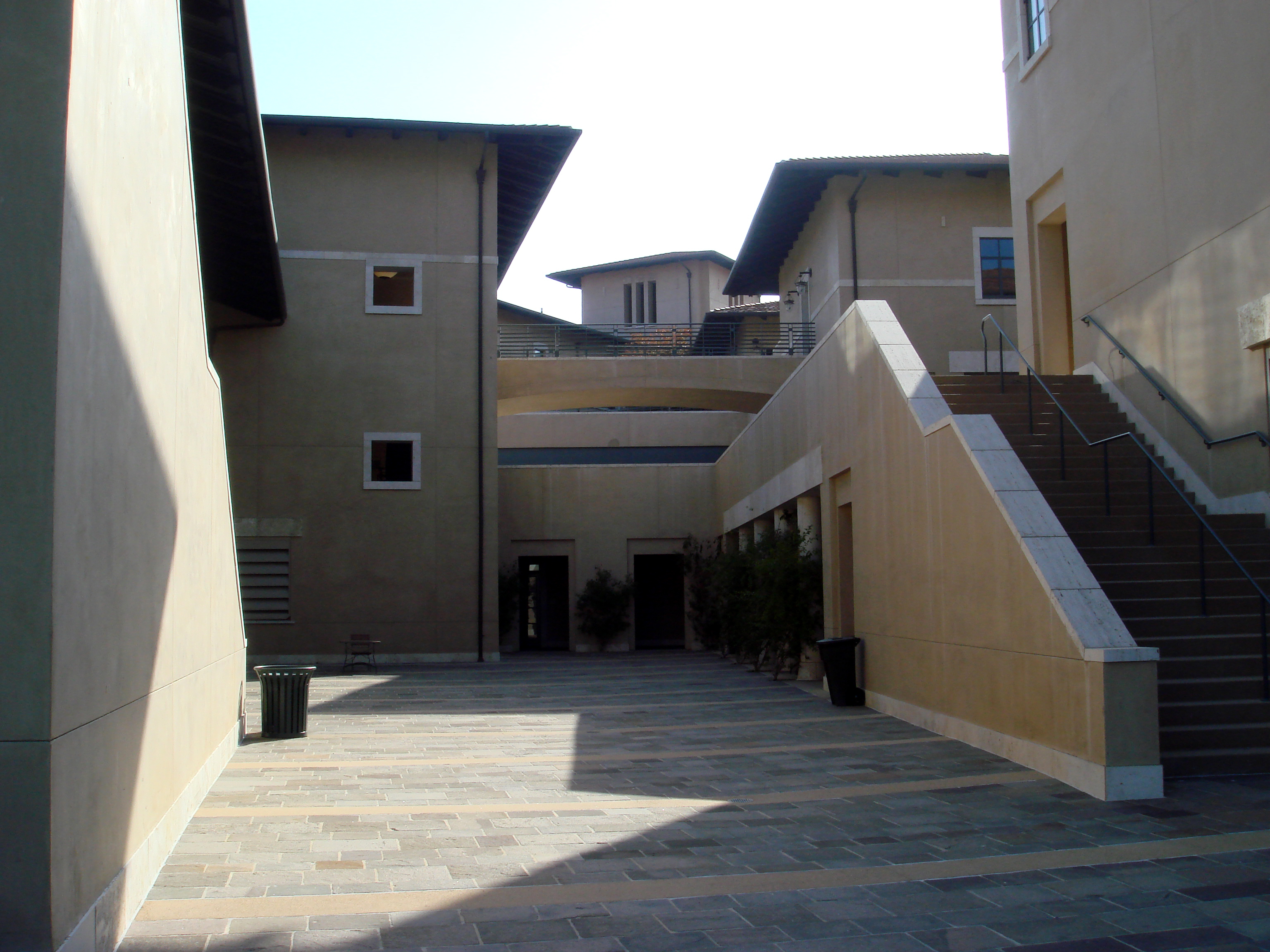
ライナス・アヴァ・ヘレン・ポーリング・ホール
（Linus and Ava Helen Pauling Hall）

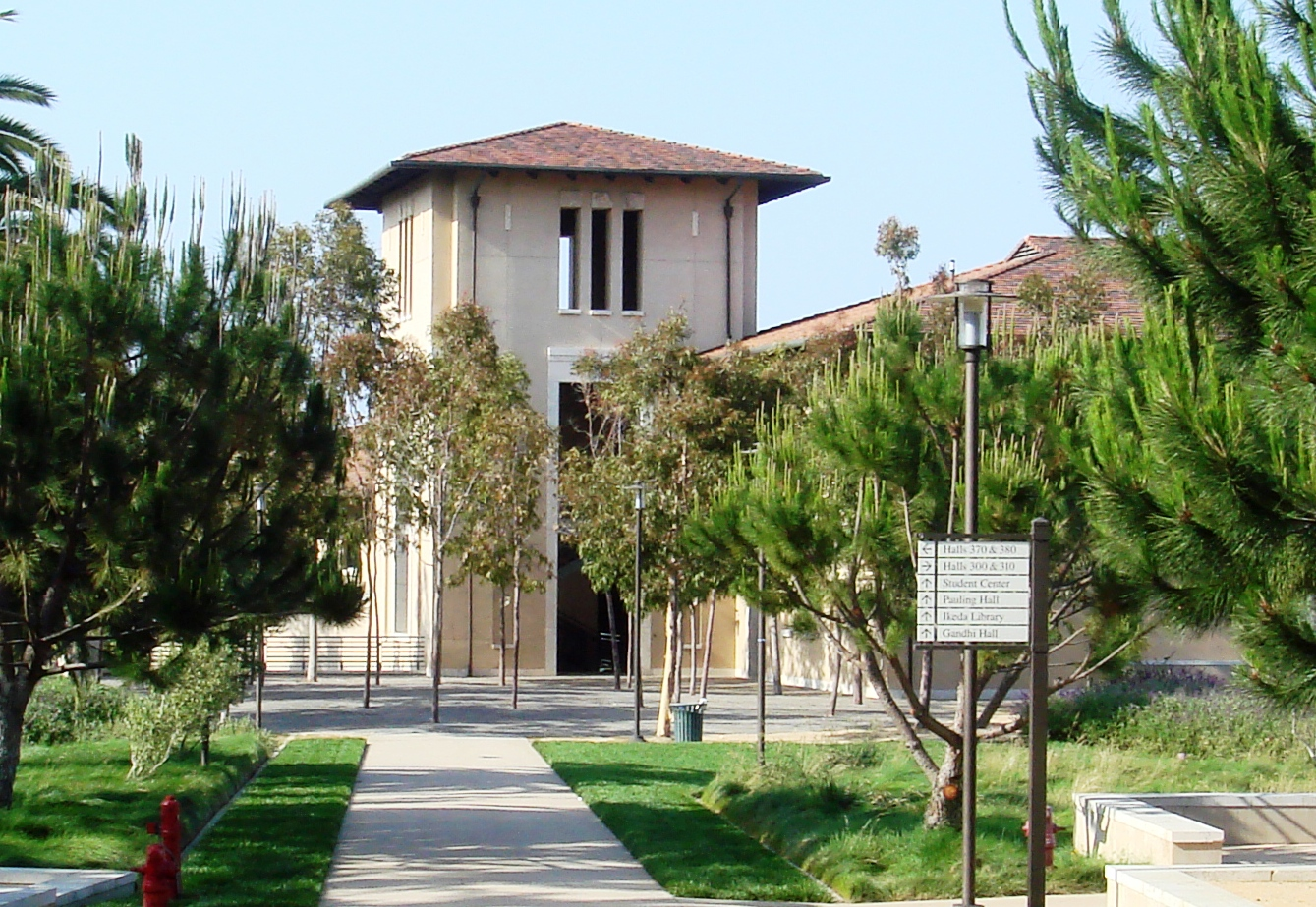
学生センター（Student Center）

### カリキュラム
学部は一般教養学（リベラルアーツ）で、東洋と西洋を融合させた視点から授業が行われる。
哲学、歴史、人文科学、科学、美術、コミュニケーションなどの一般教養カリキュラムの他に、学生は学部として下記の5つの内1つのプログラムを選択できる。
- 国際研究（International Studies）
- 人文科学（Humanities）
- 社会・行動学（Social Behavioral Science）
- 環境学（Environmental Studies）
- 生命科学（Life Science）

また、学部を2つ選択し卒業することも可能である（ダブル・コンセントレーション）。

### ラーニング・クラスター
SUAの特色の一つとして、ラーニング・クラスター（Learning Cluster）があげられる。これは、3週間に渡る時事問題に関するプログラムで、秋学期から学生が自ら教員と共同でクラスを用意・構築していく。ラーニング・クラスターの目的は、時事問題に対して学生が熟達した応答を導き出せるようになること、リサーチ能力や批判的思考力を育むこと、そして世界への活発的な関与を助長することである。そのため、Luis & Linda Nieves Family Foundationの奨学金により、アメリカ国内外（中南米、中国、インドなど）での研修旅行がクラスによっては可能である。

### 留学
全てのSUA生は、1セメスターの間自らが学んでいる言語に対応した国への留学が義務付けられている。この時の費用は学費に含まれている。留学先は、スペイン語圏ではスペインのマドリード、バルセロナ、セビリアなど、メキシコのハラパ、エクアドルのキト、コスタリカのサンホセなど、中国語圏では中国の南京、北京、上海、ハルビン、台湾（中華民国）の台北など、フランス語圏ではフランスのパリ、グレノーブル、エクス＝アン＝プロヴァンス、西アフリカのセネガル、また日本語では東京、名古屋、大阪などである。対応するプログラムによって、学生はホームステイや学生寮で生活する。

### 大学院
過去、SUAには大学院のプログラムも存在し、英語を第二言語として教えるためのプログラムでは「Teaching English as a Second Language（TESL）」という修士の学位を修得することができた。このプログラムでは学生対教授の比率が6:1で、2006年に第10期生が卒業した。2014年8月からは新たに「Educational Leadership and Societal Change」という修士プログラムが提供される。このプログラムは、教育分野のリーダーとして博士号に進学を希望する学生のためにオファーされる。今後も更なるプログラムを増やすために検討中である。

## 学生生活

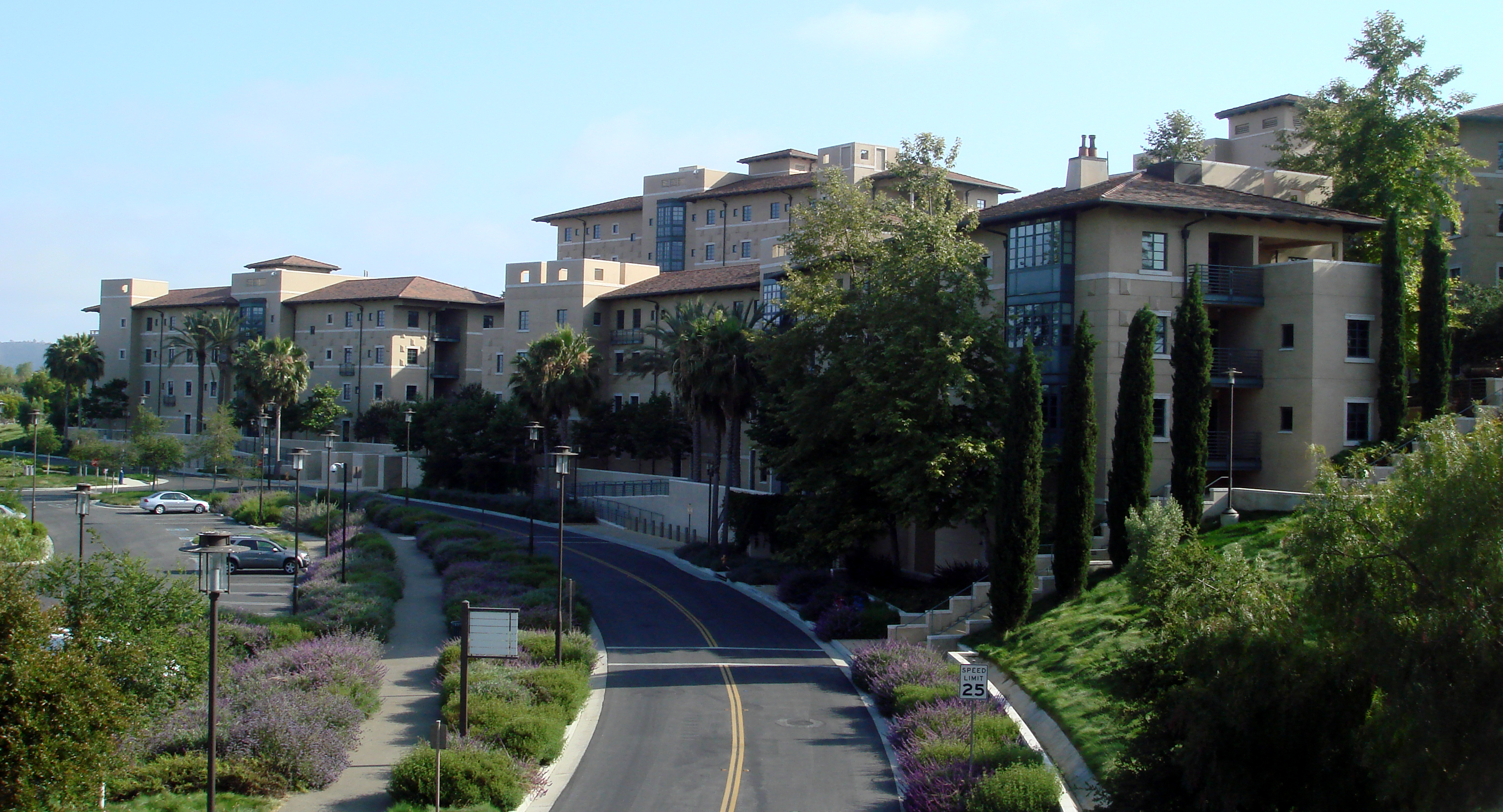
レジデンス・ホール(Residence Halls):
"ホライズン(Horizon)"、"オーロラ(Aurora)"、
"アビオナ(Abeona)"、"サンライズ(Sunrise)"

SUAは全寮制の大学であり、特別な申請をしない限り学生は寮生活を送る。
SUAには「パーツ(The Pearl)」（学生の制作するニュース・マガジン）、「モデル・ユナイテッド・ネイションズ(Model United Nations)」、「ヴァイタ・リオンズ・フィルハーモニー・オーケストラ(Vita Leones Philharmonic Orchestra)」、「ソールシロース(Sualseros)」（サルサダンス）、「リズミッション(Rhythmission)」（ヒップホップダンス）、「ガングルー(Ghungroo)」（インドの古典舞踊)、「ジョーショー・ダイコ(Josho Daiko)」（和太鼓グループ）、「スチューデント・ムーブメント・フォー・ニュークリアー・ディサーマメント(Student Movement for Nuclear Disarmament)」（反核運動）、「スクーバ・クラブ(Scuba Club)」、「キープ・ソール(Keep Soul)」、「ヒューマニズム・イン・アクション(Humanism in Action)」、「カピリナ・ホーロカヒ(Ka'Pilina Ho'olokahi)」（ハワイアン・ポリネシアンダンス）、「ソール・ウィングス(Soul Wings)」（合唱団）、「インスタント・レイディオ(Instant Radio)」（バンド）「キャッツ・イン・クロウンス(Cats in Crowns)」（ジャズ）、剣道、「サークル・K(Circle K)」、その他ボランティア活動など、たくさんのクラブ（日本でいうサークル活動）がある。
また、SUAには「Soka Student Union(SSU)」という学生自治会が存在し、9つの委員会がSUAの方針において重要な決定権を握り、責任を担う。執行委員会(Executive Council)、クラブ評議会(Club Senate)、学究委員会(Academic Department)、環境委員会(Environmental Department)の責任者3名（執行委員会のみ5名）は選挙により輩出され、卒業委員会(Graduation Department)、歴史委員会(History Department)、スピリット委員会(Spirit Department)、SSUパブリケーションズ(SSU Publications)と創価関係委員会(Soka Relations)の責任者各3名ずつは現職の執行委員会役員により抜擢される。

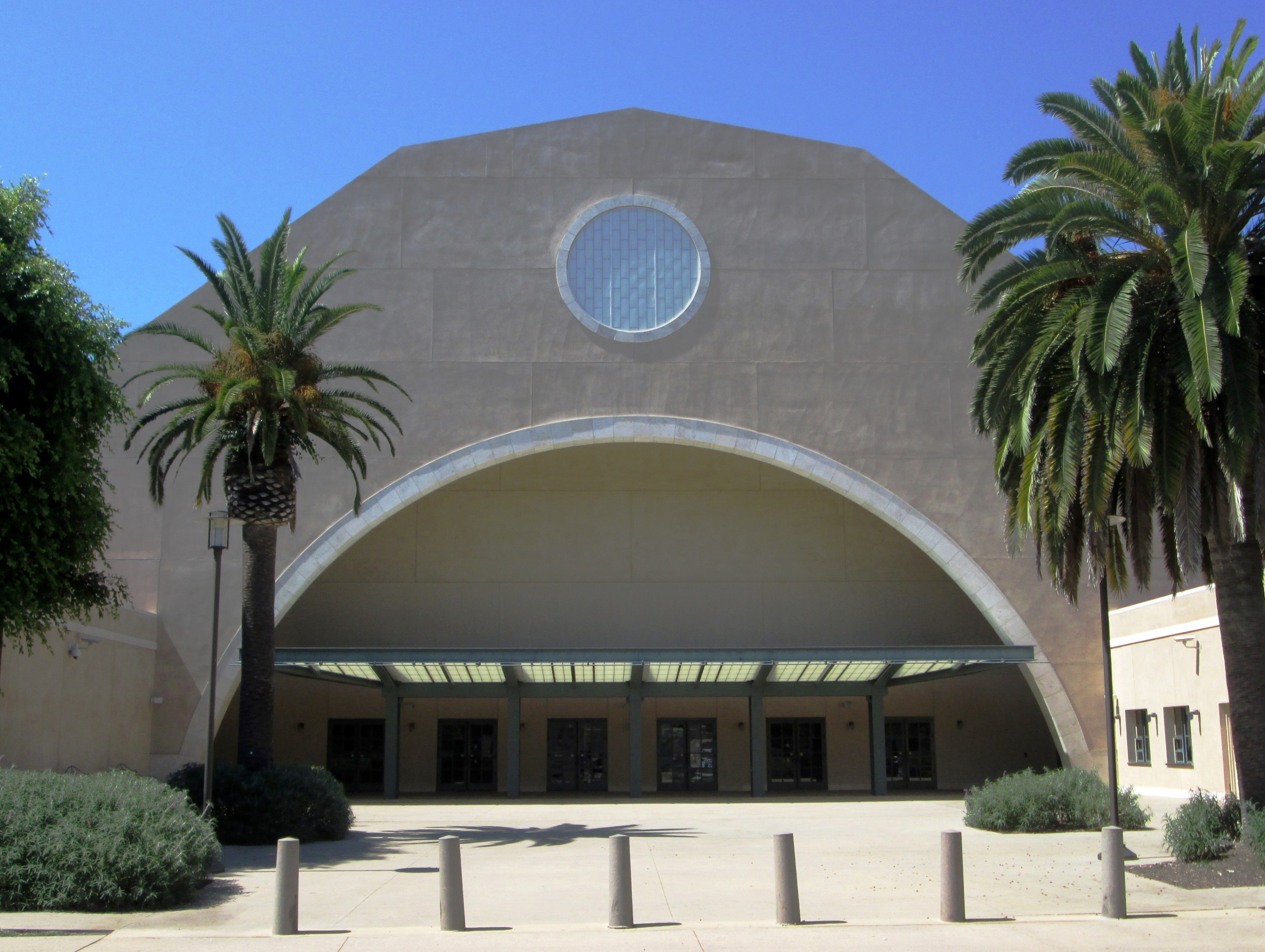
レクリエーション・センター(Recreation Center)

2002年からは毎年、コミュニティーのために倶楽部評議会主催でハロウィンのイベント「ホーンテッド・ハウス（Haunted House、お化け屋敷）」を催している。

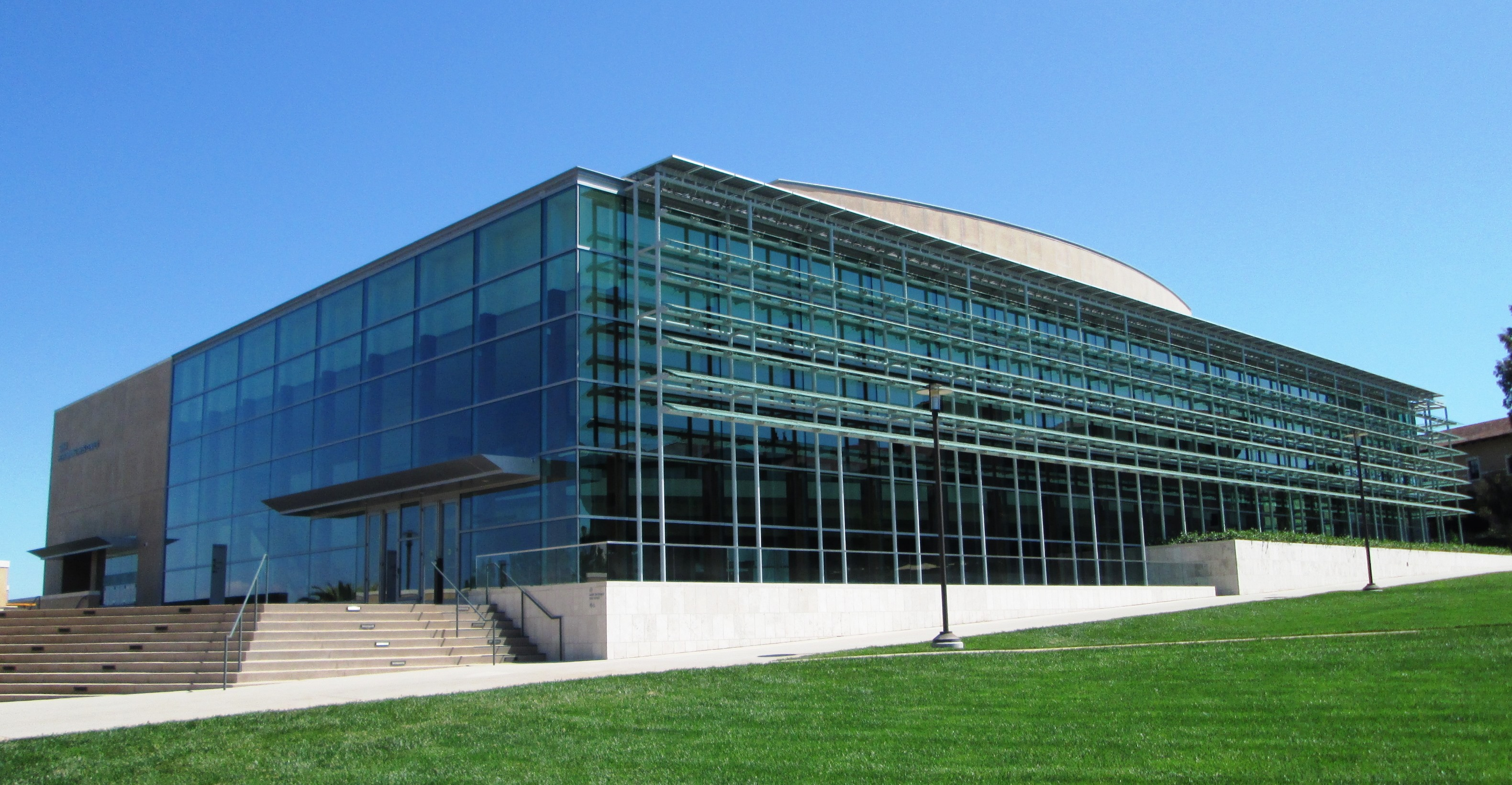
創価舞台芸術センター
（The Soka Performing Arts Center）

また、同年から毎年5月の第一土曜日には大学祭「インターナショナル・フェスティバル（International Festival）」の開催を開始した。このイベントでは、3つのステージで600を超える各国のパフォーマンス（学生のパフォーマンスも含む）が催される。このイベントのための執行委員会もSSUの責任者と学生によって設立されている。

## ランキング
2019年度のUSニューズ&ワールド・レポート誌では、アメリカ国内のリベラルアーツ・カレッジで第22位に選ばれた（15年度は41位、14年度は41位、13年度は49位、12年度は64位）。同ランキングにおいて、国内のリベラルアーツ・カレッジでTOP50、西海岸ではTOP10（7位）としての地位は不動となってきている。
また、同ランキングによるとリベラルアーツ部門の「Best Value School」でも5位に選ばれた（14年・15年度）。SUAの上には超名門のアマースト大学、ウィリアムズ大学、ポモナ大学、ウェルズリー大学が並んでいる。同様の総合部門ではハーバード大学、プリンストン大学、イェール大学、スタンフォード大学、MITが上位5校であった。
「College Factual」というランキングにおいては国内の総合ランキング（リベラルアーツ・カレッジを含む）で56位、カリフォルニア州内で9位にランクインした。
更には大学の卒業率と1年目から2年目への進学率を元に作られた「the Happiest Freshmen」というランキングにおいて、米国内のリベラルアーツを含む全大学の内イェール大学、シカゴ大学に次いで3位に選ばれた。SUA以降はプリンストン大学、アマースト大学、スタンフォード大学と続いている。

## 著名人
著名な卒業生としては、ニューヨーク・タイムズのベストセラー作家のタヘラ・マフィ。著名な教授としては、人文学教授のロバート・アリンソンやハービー・ハンコックやエラ・フィッツジェラルドなどのアーティストのレコードに携わったジム・メロードがいる。ハービー・ハンコックは卒業式の記念スピーチ登壇者、幾度か創価芸術センターでのコンサートをホストしている。

## 系列校
以下の学校は、いずれも別の学校法人による設置であり、いわゆる「附属学校」ではない。
- 日本
  - 学校法人創価学園
    - 創価中学校・高等学校
    - 関西創価中学校・高等学校
    - 東京創価小学校
    - 関西創価小学校
    - 札幌創価幼稚園

  - 学校法人創価大学
    - 創価大学（経済学部・経営学部・法学部・文学部・教育学部・理工学部・看護学部・国際教養学部）
    - 創価女子短期大学（現代ビジネス学科・英語コミュニケーション学科）
- ブラジル
  - ブラジル創価学園（小学校・中学校・高校）
  - ブラジル創価幼稚園
- 香港
  - 香港創価幼稚園
- 韓国
  - 韓国幸福幼稚園
- マレーシア
  - マレーシア創価幼稚園
- シンガポール
  - シンガポール創価幼稚園